# Jakiw Medwecki

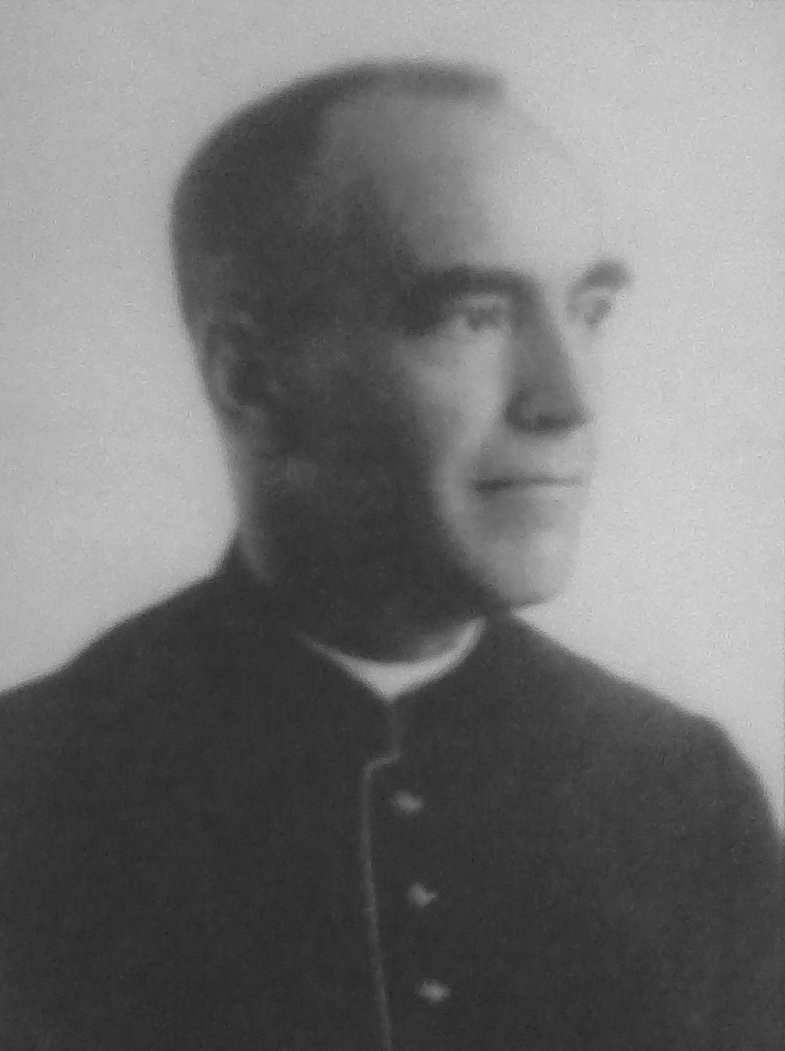
Jakiw Medwecki

Jakiw Medwecki, także jako Jakub Medwecki, ukr. Яків Медвецький (ur. 7 stycznia 1880 w Cwitowej, zm. 28 stycznia 1941 w Krakowie) – ksiądz greckokatolicki, dr teologii, administrator Apostolskiej Administracji Łemkowszczyzny.

## Życiorys
Wyświęcony 7 stycznia 1880 w Cwitowej. 6 lipca 1910 uzyskał stopień doktora teologii na Uniwersytecie Wiedeńskim na podstawie pracy pt. Die Rechtfertigung im Alten Testament. Został profesorem teologii w Greckokatolickim Biskupim Seminarium Duchownym w Stanisławowie (od 1910; około 1913 był wicerektorem), członkiem tamtejszej kapituły (od 1925), oraz jej kustoszem (od 1927).
3 października 1936 odbył się w Rymanowie ingres ks. dr. Jakiwa Medweckiego na urząd administratora apostolskiego dla spraw Łemkowszczyzny. Powołany na urząd administratora Apostolskiej Administracji Łemkowszczyzny 9 lipca 1937. Niedługo później wydał dekret, zabraniający duchownym AAŁ prenumerowania i czytania prasy ukraińskiej, w szczególności gazety "Ukrainskyj Beskyd" wydawanej przez biskupa Kocyłowskiego, oraz "Nasz Łemko". 1 maja 1938, dzięki staraniom ks. Medweckiego, siedziba AAŁ została przeniesiona do Sanoka.
Zmarł 28 stycznia 1941 w Krakowie. Został pochowany na cmentarzu przy ulicy Jana Matejki w Sanoku.